# Austhovde-kita Iwa
Austhovde-kita Iwa (englische Transkription von japanisch アウストホブデ北岩 ‚Austhovde-Nordfelsen‘) sind Felsvorsprünge an der Prinz-Harald-Küste des ostantarktischen Königin-Maud-Lands. Sie ragen am nördlichen Ende der Landspitze Austhovde am Südufer der Lützow-Holm-Bucht auf.
Japanische Wissenschaftler, die sie auch 1985 benannten, kartierten sie anhand von Vermessungen und Luftaufnahmen aus den Jahren von 1969 bis 1984.